# متلازمة خلايا سيرتولي فقط
مُتَلاَزِمَة خَلَايا سيرتولي فَقَط (بالإنجليزية: Sertoli cell-only syndrome)‏ أو عدم تنسج الخلايا الجنسية (بالإنجليزية: Germ cell aplasia)‏ أو متلازمة ديل كاستيلو (بالإنجليزية: Sertoli cell-only syndrome)‏Del Castillo syndrome، وهوَ اضطراب يحدث نتيجةً لغياب النُبيبات الناقلة للمني في الخصيتين مما يؤدي إلى انخفاض حاد في الحيوانات المنوية أو غيابها بشكل تام، مما يسبب العقم دون التأثير على القدرة الجنسية، وتُوصف النبيبات على أنها مُحاطة بخلايا سيرتولي فقط.
يمتلك المرضى المُصابين بمتلازمة خلايا سيرتولي فقط صِفات ذكورية ثانوية اعتيادية، وَتكون الخصيتين لديهم إما طبيعيتان في الحجم أو صغيرتان.

## التشخيص
يتم استعمال الخزعة الخصوية لتأكيد غياب النُطفة (Spermatozoa)، كما يتم استعمال البروتين البلازمي المنوي تي إي إكس 101 (TEX101) للتفريق بين مُتلازمة خلايا سيرتولي فقط وَبين مرض نقص تكون النطاف وَمَرض توقف النضج.

## الفيزيولوجيا المرضية
يُرتبط حدوث متلازمة خلايا سيرتولي فقط بعوامل مُتعددة، وتتميز المتلازمة بانخفاض شديد أو غياب كامل لتكون الحيوانات المنوية وذلك على الرَغم من وجود خلايا سيرتولي وَخلايا لايديغ البينية. ولكن مجموعة كبيرة من الرجال ممن يُعانون من هذه المُتلازمة يَكون لديهم طفرة حذف جُزئي في منطقة Yq11 على الكروموسوم واي، حيثُ تعرف هذه المنطقة باسم منطقة عامل فقط النِطاف (Azoospermia factor region). وبشكلٍ عام تكون نسبة الهرمون المنشط للجسم الأصفر وَهرمون التستوستيرون طبيعية، مع وجود ارتفاع في نسبة الهرمون المنشط للحوصلة، ووجود نقص في نسبة هرمون إنهيبين.

## علم الوبائيات

### معدل الحدوث
يُعتبر انتشار متلازمة خلايا سيرتولي فقط مُنخفض للغاية في الولايات المتحدة الأمريكية، فحوالي 10% من الأزواج في الولايات المتحدة لديهم عقم، وحوالي 30% من هذه الحالات يكون سببها الذكر، و20% من الحالات سببها مشاكل عند الذكر والأنثى معاً، وعلى الرغم أنهُ من الصعب الحصول على إحصائيات دقيقة إلا أنهُ 5-10% من حالات العُقم عند الرجال يكون سببُها متلازمة خلايا سيرتولي فقط.

### العِرق
في الغالب لا يوُجد ارتباط بين متلازمة خلايا سيرتولي فقط وبين السلالات البشرية، ولكن المُتلازمة تتواجد بشكل شائع عند الرجال البيض. وفي معظم حالات العقم التي يكون سببها الذَكر، غالباً ما يكون الذكر من السلالة البيضاء.

### العُمر
تحدث المُتلازمة عادةً ما بينَ سِن 20-40 عام، حيثُ تُمثل هذه الفئات العمرية معظم الرجال الذين يسعون لبدء الحمل.

## العلاج
يتم علاج مُتلازمة خلايا سيرتولي فقط كغيرها من أمراض فقد النطاف غير الانسدادي، والتي تُعالج عن طريق إعادة استرجاع الحيوانات المنوية بإحدى الطُرق التالية:
- استخراج الحيوانات المنوية الخصوية (Testicular sperm extraction).
- استخراج الحيوانات المنوية الخصوية بواسطة الجراحة المجهرية.
- إجراء خزعة خصوية.

وعند استخراج الحيوانات المنوية الصالحة يتم حقنُها بالبويضة.

## وصلات خارجية
- بحث بعنوان خزعة الخصية في دراسة مشاكل العقم عند الذكور: فوائدها الحالية، والتقنيات النسيجية، والآفاق المستقبلية، من كتابة دكتور الطب هوارد ليفين/قسم علم الأمراض التشريحية مؤسسة كليفلاند كلينيك. كُتب بتاريخ سبتمبر 1979، تم الإطلاع في 25 أغسطس 2016.